# Кутуй-хатун
Куту́й-хату́н — монгольская принцесса и жена ильхана Хулагу, основателя Ильханата, мать Текудера, который недолго был ильханом Хулагуидов с 1282 по 1284 год. Она играла важную роль в государственных делах во время правления её сына. Часть комплекса мавзолея Карабаглар, возможно, была построена в её память.

## Биография
Кутуй-хатун была представительницей рода Хонгирад по отцовской линии и внучкой Чингизхана по материнской линии. Она была христианкой-несторианкой. Хулагу женился на ней после смерти Гуюк-хатун. Кутуй-хатун прибыла в Иран около 1268 года в составе второй волны родственников Хулагу, оставшихся в Монголии после монгольского вторжения в Иран. Она направлялась на встречу со своим мужем, который умер во время её путешествия в 1265 году. О его кончине во время пребывания в Бадахшане на территории современного Таджикистана ей сообщил его сын и преемник Абака-хан. По прибытии их встретил Абака-хан, сын Хулагу, сменивший его. Так как она пережила своего мужа, по монгольскому обычаю, она вышла замуж за Абака-хана.
После смерти Абаки в 1285 году две политические фракции столкнулись из-за престолонаследия, и каждую из них возглавляла одна из жён Хулагу, поддерживающая претензии своего сына на престол. Одну фракцию, поддерживавшую Менгу-Тимура, возглавляла Олджей-хатун, а другую, поддерживавшую Текудера, возглавляла Кутуй-хатун. Другие члены королевской семьи поддержали Текудера. Решающим моментом в конфликте стала смерть Менгу-Тимура, закрепившая притязания Текудера, который в конце концов был возведён на престол 6 мая 1282 года.
Текудер был мусульманином и, вступив на престол, взял имя Ахмед. Он провозгласил себя защитником ислама, тем самым подорвав легитимность султана Аль-Мансура Калавуна из мамлюкского султаната, с которым он безуспешно пытался заключить мир во время монгольских вторжений в Левант. Однако Текудер не проводил много времени в государственных делах. О финансовых обязанностях государства позаботились его мать Кутуй-хатун и Асик, эмир её орды. Она также принимала иностранных дипломатов и участвовала в разработке внешней стратегии в отношении мамлюкского султаната. Текудер даже выжидал с принятием решения в государственных делах, только посоветовавшись с матерью, за которой было последнее слово.
Однако Текудер стал непопулярен среди монгольской элиты, так называемой «старомонгольской» партии несторианских христиан и буддистов, которые теперь поддерживали его племянника Аргуна, сына Абаки. Они выразили протест Хубилай-хану, который пригрозил вмешаться. Текудер обвинил несторианскую церковь Востока в обращениях к Хубилай-хану и бросил в тюрьму её патриарха Ябалаху III. Его жизнь спасла Кутуй-хатун. Аргун получил решающую поддержку от Конкуртая, который первоначально поддерживал Текудера, и от партии, которая поддерживала покойного Менгу-Тимура и его мать Олджей-хатун. Таким образом, Текудер заменил Конкуртая Алинаком и приказал арестовать Конкуртая и Аргуна. Войска Аргуна потерпели поражение при Ак-Ходже близ Казвина 4 мая 1284 года, и он сдался. Пока Текудер ждал решения своей матери по этому поводу, Алинак держал Аргуна в заключении. Однако после заговора военных вспыхнул дворцовый переворот, и 4 июля Аргун был освобождён. Текудер был брошен своими войсками и убит 10 августа. На следующий день Аргун был возведён на престол.
Кутуй-хатун начала организовывать поддержку против узурпатора, однако караунасы напали и разграбили их орду под командованием Аргуна.